# Rolleova věta

Geometrický význam Rolleovy věty.

Rolleova věta (též Rollova věta) je matematická věta diferenciálního počtu. Je pojmenována po francouzském matematikovi Michelu Rolleovi, který větu formuloval v roce 1691.

## Věta
Nechť f je spojitá funkce na uzavřeném intervalu {\displaystyle \left[a,b\right]} a nechť pro každý bod x otevřeného intervalu {\displaystyle \left(a,b\right)} existuje derivace {\displaystyle f'\left(x\right)} a nechť {\displaystyle f\left(a\right)=f\left(b\right)}.
Pak existuje bod c v otevřeném intervalu {\displaystyle \left(a,b\right)}, pro nějž platí
{\displaystyle f'\left(c\right)=0}.

## Důkaz
Důkaz rozdělíme do dvou částí:
1. Nechť funkce f je konstantní. Potom derivace {\displaystyle f'\left(x\right)=0,\forall x\in \left(a,b\right)} a věta je dokázána.
2. Nechť funkce f není konstantní. Jelikož {\displaystyle f\left(a\right)=f\left(b\right)} a funkce není konstantní, musí existovat {\displaystyle d\in \left(a,b\right)} takové, že {\displaystyle f\left(d\right)>f\left(a\right)=f\left(b\right)} nebo {\displaystyle f\left(d\right)<f\left(a\right)=f\left(b\right)}. Předpokládejme, že {\displaystyle f\left(d\right)>f\left(a\right)=f\left(b\right)}.

Využijeme věty tvrdící, že každá funkce spojitá na uzavřeném intervalu {\displaystyle \left[a,b\right]} nabývá na tomto intervalu svého maxima i minima a zabývejme se maximem. Jelikož existuje {\displaystyle d\in \left(a,b\right)} takové, že {\displaystyle f\left(d\right)>f\left(a\right)=f\left(b\right)},
tak maximum nemůže ležet ani v a, ani v b. Leží tedy uvnitř intervalu, v bodě c. Z věty o nutné podmínce lokálního extrému vyplývá, že tedy v bodě c, kde se nalézá lokální extrém funkce, {\displaystyle f'\left(c\right)=0}.
Analogické tvrzení platí i pro minimum.

## Historie
Rolleovu větu znal už ve dvanáctém století indický matematik Bháskara II. První formální důkaz podal francouzský matematik Michel Rolle v roce 1691. Název Rolleova věta byl poprvé použit v devatenáctém století.

## Příklady

Půlkruh s poloměrem r

### První příklad
Buď poloměr {\displaystyle r>0} a mějme funkci
{\displaystyle f(x)={\sqrt {(r^{2}-x^{2})}},\quad x\in [-r,r]}.
Jejím grafem je horní půlkruh se středem v počátku. Tato funkce je spojitá na uzavřeném intervalu {\displaystyle [-r,r]} a má derivaci na otevřeném intervalu {\displaystyle (-r,r)}, ale ne v krajních bodech. Předpoklady Rolleovy věty jsou splněny, protože {\displaystyle f(-r)=f(r)}. A skutečně, bod s nulovou derivací existuje.

Graf funkce absolutní hodnoty

### Druhý příklad
Pokud funkce nemá ve všech vnitřních bodech intervalu derivaci, nemusí závěr Rolleovy věty platit. Mějme funkci absolutní hodnoty:
{\displaystyle f(x)=\left\vert x\right\vert ,\quad x\in [-1,1]}.
Ačkoli {\displaystyle f(-1)=f(1)}, neexistuje žádný bod {\displaystyle c\in (-1,1)} takový, že {\displaystyle f'(c)=0}. Důvodem je právě to, že v bodě {\displaystyle x=0} neexistuje derivace funkce {\displaystyle f}.